# USS Guadalcanal (CVE-60)
USS Guadalcanal (CVE-60) – amerykański lotniskowiec eskortowy typu Casablanca, który w końcowym okresie II wojny światowej wszedł w skład floty Marynarki Wojennej Stanów Zjednoczonych.
Został przerobiony z kadłuba należącego do Maritime Commission w stoczni Kaiser Co., Inc. w Vancouver. Nosił wcześniej nazwę Astrolabe Bay (AVG-60), później został przeklasyfikowany na ACV-60. Zwodowany jako Guadalcanal (ACV-60) 5 czerwca 1943. Przeklasyfikowany na CVE-60 15 lipca 1943. Wszedł do służby w Astoria (Oregon) 25 września 1943, pierwszym dowódcą został komandor Daniel Gallery.
W 1944 roku zatopił U-544, U-515 (dowodzony przez Wernera Henkego, który został wzięty do niewoli), U-68. Najbardziej jednak znany ze zdobycia i doprowadzenia do bazy U-505, na pokładzie którego Amerykanie odnaleźli księgi kodowe i inne dokumenty.
Do Norfolk dotarł 22 czerwca 1944. Spędził w porcie tylko krótki czas, po którym wypłynął ponownie na patrol. Port opuścił 15 lipca i do 1 grudnia odbył trzy rejsy ZOP po zachodnim Atlantyku. 1 grudnia popłynął na szkolenie na wodach Bermudów i Kuby. Szkolenie zawierało także odbycie lądowań odświeżających umiejętności pilotów z nowego dywizjonu, ćwiczeń artyleryjskich i wojny przeciwpodwodnych prowadzonych w ramach ćwiczeń z włoskim okrętem podwodnym R-9. "Guadalcanal" dotarł do Mayport na egzamin 15 grudnia, a następnie odbył dalsze szkolenia na wodach kubańskich do 13 lutego 1945, gdy wrócił do Norfolk. Po kolejnym krótkim rejsie szkoleniowym na Karaiby, wpłynął do Mayport 15 marca by pełnić rolę okrętu egzaminującego na pokładzie którego lotnicy wykonywali loty kwalifikacyjne. Później podobny przydział odbywał z portu w Pensacola na Florydzie. Po sklasyfikowaniu prawie 4000 pilotów lotniskowiec wrócił do Norfolk i został wycofany ze służby 15 lipca 1946.
"Guadalcanal" wszedł do Floty Rezerwowej Atlantyku (ang. Atlantic Reserve Fleet) w Norfolk i otrzymał oznaczenie CVU-60 15 lipca 1955, gdy nadal był w rezerwie. Jego nazwa została skreślona z rejestrów floty 27 maja 1958, a kadłub został sprzedany 30 kwietnia 1959 na złom firmie Hugo Neu Corp. z Nowego Jorku.
Lotniskowiec został odznaczony trzema gwiazdami bojowymi (ang. battle star) i Presidential Unit Citation za służbę w czasie II wojny światowej.

## Przydziały
- Task Group 21.12 (1943-44)
- Task Group 22.3 (1944-45)
- Atlantic Reserve Fleet (1946-58)